# Rio Agriș (Nera)
O Rio Agriş é um rio da Romênia afluente do rio Nera (Danúbio), localizado no distrito de Caraş-Severin.